# مشفهة معرقة
مشفهة معرقة (الاسم العلمي:Chiloglanis reticulatus) هي نوع من الأسماك تتبع جنس المشفهة من فصيلة الموشوكيات.